# KS Tomori Berat
A KS Tomori Berat egy albán labdarúgócsapat Beratban.
Hazai mérkőzéseiket a 14450 fő befogadására alkalmas Tomori Stadionban játsszák.

## Történelem
A klubot 1923-ban alapították KS Tomori néven, majd később több alkalommal is megváltoztatták a csapat nevét. 
Az albán másodosztály három alkalommal (1951, 1971, 1977), míg az albán kupát egyszer nyerték meg (1964).
Legnagyobb sikerüket az 1999–2000-es szezon végén érték el, amikor megnyerték az albán első osztályt.

## Korábbi elnevezések
- 1923-1926: KS Tomori
- 1927-1929: KS Muzaka
- 1952-1957: Puna
- 1957–napjainkig KS Tomori

## Sikerek
- Albán első osztály: (1)

1999-2000
- Albán másodosztály: (2)

1950-1951, 1970-1971, 1976-1977
- Albán kupa: (3)

1964

## Európai kupasorozatokban való szereplés
| Szezon  | Kupasorozat | Forduló | Nemzet | Klub                    | Hazai | Vendég |
| ------- | ----------- | ------- | ------ | ----------------------- | ----- | ------ |
| 2000/01 | UEFA-kupa   | 1SK     | CYP    | APÓ Ellínon Lefkoszíasz | 2-3   | 0-2    |

- SK = Selejtezőkör